# Castello di Trebecco (Alta Val Tidone)
Il castello di Trebecco è un castello medievale situato a Trebecco, frazione del comune italiano di Alta Val Tidone, in provincia di Piacenza.
Il castello è situato su un piccolo pianoro nei pressi della sommità del monte Bissolo, in posizione dominante rispetto all'abitato di Trebecco e di tutta la media val Tidone, fatto che conferiva alla fortificazione una valenza strategica.

## Storia
Il castello risale, probabilmente, al IX secolo e venne costruito sui resti di una struttura preesistente. L'edificio viene citato per la prima volta in un diploma redatto dall'imperatore Ottone I il 27 luglio 971, nel quale il castello, menzionato come Castrum de Durobecho, così come tutti i fondi ad esso collegati, vengono confermati come di proprietà degli abati dell'abbazia di San Colombano di Bobbio, dalla quale, oltre al castello, dipendeva anche una cella monastica. Tuttavia, la veridicità di tale documento è stata contestata da alcuni storici che ne attribuiscono la realizzazione al XIII secolo.
Negli ultimi anni del X secolo il castello di Trebecco è, insieme a parecchi altri castelli dell'alta val Tidone, sottomesso a Bosone di Nibbiano, il quale riesce a prendere possesso di un'ampia zona di territorio precedentemente amministrata dall'abbazia bobbiese di San Colombano.
La proprietà del castello viene citata anche all'interno del testamento redatto da un diacono di nome Gherardo, erede di Bosone, nel dicembre 1028, il quale dispone che il castello passi in eredità al marchese Ugo fu Oberto, con la condizione che, nel caso il marchese non lasci progenie, esso venga lasciato al vescovo di Bobbio.
Nel 1157 la proprietà del castello è divisa tra Nicolò di Trebecco, la moglie, il figlio Opizzo e i figli di Rufino di Montesegale, consignore di Valverde e Ruino. Intorno al 1180 maestranze piacentine raggiunsero il castello per ricostruirlo poiché esso era andato distrutto in precedenza. Successivamente, dopo essere stato al centro di dispute tra i guelfi piacentini e il marchese Obizzo Malaspina, nel 1207 il castello è parte dei possedimenti soggetti all'abbazia di San Colombano di Bobbio. Con la separazione tra l'abbazia e la diocesi bobbiese il castello viene incluso nei beni soggetti alla mensa vescovile, assegnazione confermata anche dagli imperatori Ottone IV e Federico II.
Nel gennaio 1263 Trebecco e il suo castello, insieme ad altri 14 luoghi, alcuni di essi dotati di fortificazioni, vengono ceduti da parte del vescovo di Bobbio Alberto a Ubertino Landi per 6 500 lire genovesi. Nel 1309, a seguito della scomparsa di Ubertino Landi, l'edificio passa sotto il controllo del comune di Piacenza.
Nel giugno 1320 il castello venne concesso dal vescovo di Bobbio a Giovanni Malvicini; due anni più tardi, tuttavia, il duca di Milano Galeazzo I Visconti lo concesse a Oerto Carboni, il cui figlio, nel 1342, promette di cederlo a Ubertino Landi. Nel 1347 il Carbonino avvia una causa riguardo al possesso del castello con la famiglia Malvicini Fontana, alla quale nel 1354 viene riconosciuta la proprietà da parte dell'imperatore Carlo IV. Nonostante questo, le cause per la proprietà continuano negli anni successivi con Dondazio Malvicini che si vede confermare i diritti nel 1381 e poi, ancora, nel 1386, pur con l'obbligo per il feudatario di prestare giuramenteo di fedeltà al vescovo di Bobbio e di pagargli una rendita annua.
L'11 agosto 1391 la famiglia Dal Verme, che successivamente otterrà il titolo comitale su Bobbio, Voghera e la val Tidone, viene infeudata all'interno del castello, dopo che il vescovo bobbiese aveva annullato l'assegnazione del feudo ai Malvicini. A partire dal 1485, con l'estinzione del ramo dei Dal Verme che tenevano il castello, il feudo locale venne assegnato prima a Bernardino Da Corte, poi a Galeazzo Sanseverino e al conte di Ligny, tuttavia, la famiglia Dal Verme riuscì a riottenere l'investitura su Trebecco, sfruttando l'appoggio dell'imperatore.
Il castello rimane in possesso della famiglia Dal Verme fino al XX secolo, quando viene venduto e la proprietà divisa tra alcune famiglie di Trebecco.

## Struttura
Il castello era dotato di una torre e conteneva al proprio interno anche una chiesa. Alcune parti del borgo medievale sorto in posizione subordinata rispetto al forte, sono visibili nel centro abitato di Trebecco
Nonostante sia stato dichiarato di interesse pubblico, il castello, così come la strada di accesso, lungo la quale sono sorte diverse costruzioni di scarso valore ambientale, si trova in pessimo stato di conservazione e di esso rimangono solo alcuni ruderi.